# Thevenetimyia
Thevenetimyia är ett släkte av tvåvingar. Thevenetimyia ingår i familjen svävflugor.

## Dottertaxa tillThevenetimyia, i alfabetisk ordning[1]
- Thevenetimyia accedens
- Thevenetimyia affinis
- Thevenetimyia auripila
- Thevenetimyia australiensis
- Thevenetimyia californica
- Thevenetimyia canuta
- Thevenetimyia celer
- Thevenetimyia culiciformis
- Thevenetimyia fascipennis
- Thevenetimyia funestus
- Thevenetimyia furvicostata
- Thevenetimyia halli
- Thevenetimyia harrisi
- Thevenetimyia hirta
- Thevenetimyia intermedia
- Thevenetimyia lactifer
- Thevenetimyia lanigera
- Thevenetimyia longipalpis
- Thevenetimyia lotus
- Thevenetimyia luctifera
- Thevenetimyia maculipennis
- Thevenetimyia magna
- Thevenetimyia marginata
- Thevenetimyia melanderi
- Thevenetimyia mimula
- Thevenetimyia muricata
- Thevenetimyia nigra
- Thevenetimyia nigrapicalis
- Thevenetimyia notata
- Thevenetimyia painterorum
- Thevenetimyia phalantha
- Thevenetimyia quadrata
- Thevenetimyia quedenfeldti
- Thevenetimyia sodalis
- Thevenetimyia speciosa
- Thevenetimyia tenta
- Thevenetimyia tridentata
- Thevenetimyia venosa
- Thevenetimyia zerrinae